# Superнянь 2
«Superнянь 2» або «Супернянь 2» (англ. Babysitting 2) — французький комедійний фільм, знятий у стилі знайденого кадру. Вийшов 2015 року. Режисери Ніколя Бенаму та Філіпп Лашо. Стрічка є продовженням фільму Superнянь.

## Сюжет
Франк і Соня разом зі своїми друзями вирушають на відпочинок до Бразилії в розкішний екоготель, власником якого є батько дівчини. Франк планує скористатися моментом, щоб освідчитися у коханні своїй дівчині. Але його плани починають руйнуватися, коли він розуміє, що схвалення батька коханої отримати не так вже й легко. Друзі ідуть на екскурсію до печер і губляться. Їх починають розшукувати, проте, знаходять лише відеокамеру із записом всіх подій…

## У ролях
- Філіпп Лашо — Франк
- Аліс Давід — Соня
- Венсан Дезанья — Ернест
- Тарек Будалі — Сем
- Валер'ян де Вілльнев — Йолянд
- Жульєн Арруті — Алекс
- Шарлотт Габрі — Естель
- Грегуар Лудиг — Пол
- Давид Марсе — Жан
- Крістіан Клав'є — Алан
- Жером Коммандер — Мішель Масєйє
- Валері Карсенті — Мадам Масєйє
- Елоді Фонтан — Жулі
- Жан-Люк Кушар — Марко